# Procryptocerus lepidus
Procryptocerus lepidus är en myrart som beskrevs av Auguste-Henri Forel 1908. Procryptocerus lepidus ingår i släktet Procryptocerus och familjen myror. Inga underarter finns listade i Catalogue of Life.